# Funaokahigashi-dōri
Pour les articles homonymes, voir Funaoka.
Le Funaokahigashi-dōri (船岡東通, Funaokahigashi-dōri) est une voie du nord de Kyoto, dans l'arrondissement de Kita. Elle débute au Kamo-kaidō et termine au Kuramaguchi-dōri.
Avec le Funaokaminami-dōri, le Funaokakita-dōri et le Funaokanishi-dōri, elle fait partie des rues Funaoka (船岡通, Funaoka-dōri), dû au fait qu'elle longe la face est du mont Funaoka (ja).

## Description

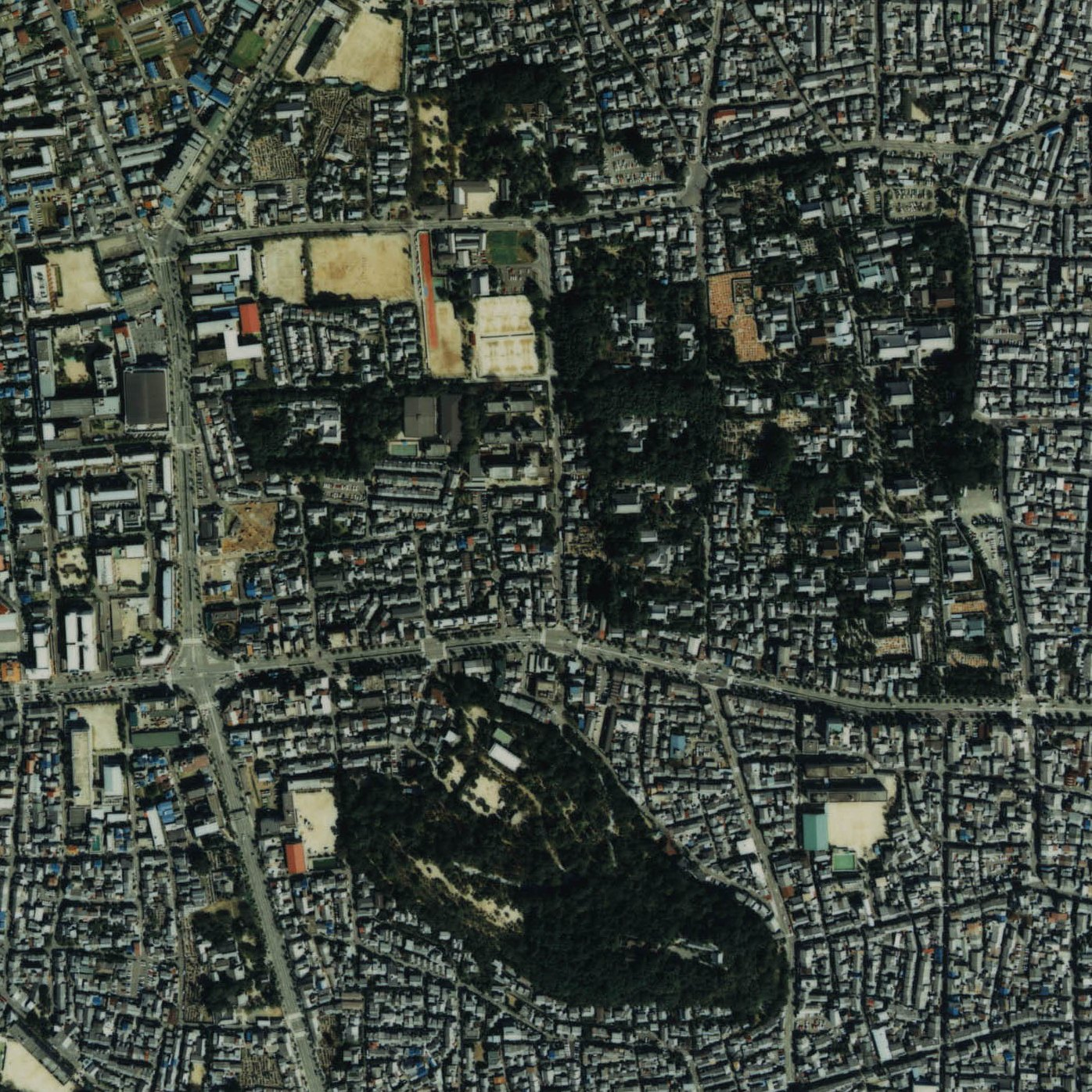
Vue aérienne du secteur du mont Funaoka visible au sud. Funaokahigashi-dōri est directement à l'est de la montagne.

### Situation
Le Funaokahigashi-dōri est une longue rue du centre-sud de l'arrondissement de Kita. Il commence dans le quartier de Nishigamohigashikakinoki-chō (西賀茂東柿ノ木町) et termine dans celui de Murasakinominamifunaoka-chō (紫野南舟岡町). Son début se fait au Kamo-kaidō, sur les berges est du fleuve Kamo, juste avant le pont de Nishigamo (ja) (西賀茂橋), et sa fin se fait au Kuramaguchi-dōri (鞍馬口通), tout près du mont Funaoka (ja) (船岡山),. Elle suit le Chiekōin-dōri (智恵光院通), le Daitokuji-dōri (大徳寺通), l'Ushiwakahigashi-dōri (牛若東通) et l'Ushiwaka-dōri (牛若通) à l'est et le Funaokanishi-dōri (船岡西通) et le Shichikunishi-dōri (紫竹西通) à l'ouest.
La circulation se fait dans les deux sens, à part entre Imamiya et Kitaōji, où la voie n'est pas carrossable car elle passe dans l'enceinte du temple Daitoku-ji. La largeur de la chaussée est un élément implémenté durant la Seconde Guerre mondiale comme mesure pare-feu. On trouve aussi des feux de circulation sur la rue. La rue fait environ 3 200 mètres de long.

### Voies rencontrées
La liste des voies rencontrées, du nord au sud, en sens unique,. Les voies rencontrées de la droite sont mentionnées par (d), tandis que celles rencontrées de la gauche, par (g). Seules les rues ayant un nom sont listées.
1. Kamo-kaidō (加茂街道)
2. Daitokuji-dōri (大徳寺通)
3. Misonobashi-dōri (御薗橋通)
4. Takedonokami-dōri (竹殿上通)
5. Takedonokita-dōri (竹殿北通)
6. (g) Takedono-dōri (竹殿通)
7. (g) Gen'ikita-dōri (玄以北通)
8. Gen'i-dōri (玄以通)
9. Gen'iminami-dōri (玄以南通)
10. Daimonkita-dōri (大門北通)
11. Daimon-dōri (大門通)
12. Daimonminami-dōri (大門南通)
13. Kitayamakita-dōri (北山北通)
14. Kitayamakitanaka-dōri (北山北中通)
15. Kitayama-dōri (北山通)
16. Kitayamaminami-dōri (北山南通)
17. (g) Shichiku-dōri (紫竹通)
18. (g) Shichikuminami-dōri (紫竹南通)
19. Ueno-dōri (上野通)
20. (g) Imamiyakita-dōri (今宮北通)
21. (d) Uenonishi-dōri (上野西通)
22. Imamiya-dōri (今宮通)
23. Kitaōji-dōri (北大路通)
24. (g) Kenkunkita-dōri (建勲北通)
25. (d) Funaokakita-dōri (船岡北通)
26. (g) Kenkun-dōri (建勲通)
27. Kuramaguchi-dōri (鞍馬口通)

### Transports en commun

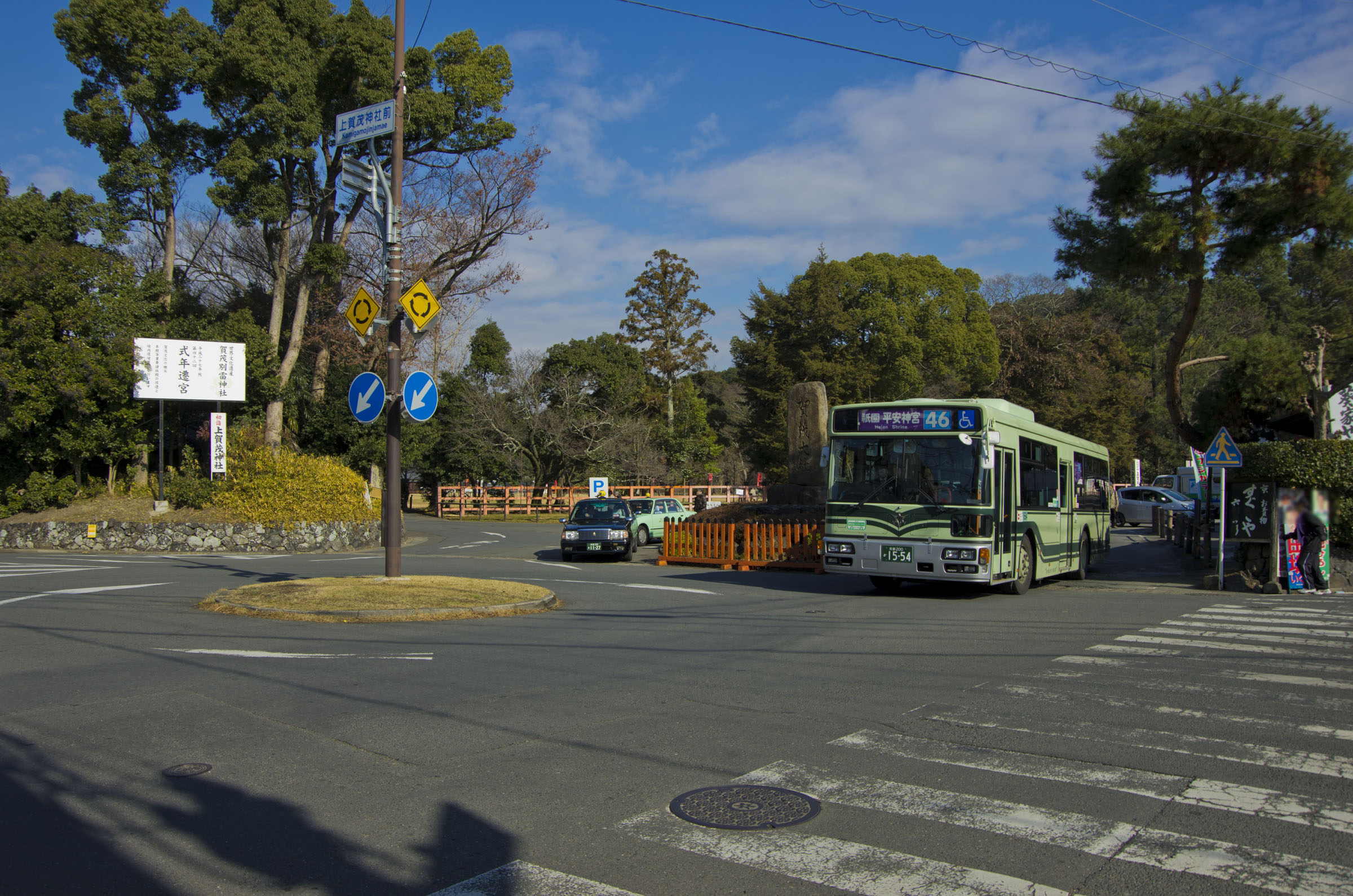
Autobus de la ligne 46 de l'autre côté du Kamo, près de Kamigamo-jinja.

Les bus du réseau d'autobus de Kyoto (ja) passent sur la rue, mais seulement au nord d'Imamiya-dōri. Les arrêts sur la rue sont du nord au sud Nishigamo Shako-mae (西賀茂車庫前, lignes 1, 4, 9, 37, 46, Spécial 37), au carrefour avec Daitokuji, Jinkōin-mae (神光院前, lignes 1, 9, 37, Spécial 37), près du temple Jinkō-in (ja) (神光院), Ōmiya Sōmonguchi-chō (大宮総門口町, lignes 1, 9, 37, Spécial 37), Ōmiya Onobori-chō (大宮小野堀町, ligne Spécial 37), au carrefour avec Takedonokami, Ōmiya Kōtsukōen-mae (大宮交通公園前, lignes 47, Spécial 37), au carrefour avec Gen'i, Ushiwaka (牛若, ligne 46), au carrefour avec Kitayamakita, et Murasakino Ueno-chō (紫野上野町, ligne 46), au carrefour avec Ueno. Au sud, on trouve l'arrêt Kenkun Jinja-mae (建勲神社前, lignes 1, 12, 204, 205, 206, M1, Nord 8), au carrefour avec Kitaōji et Funaokahigashi.

## Odonymie
Le toponyme « Funaokahigashi » signifie « Funaoka (船岡) est (東) », dû à sa position à l'est du mont Funaoka (ja) (船岡山). Le mot Funaoka lui-même signifie « bateau » (船/舟) et « colline » (岡) et viendrait du fait que la montagne avait la forme d'un bateau.
La rue est aussi appelée « route d'Ueno » (上野街道, Ueno-kaidō), en référence à une ancienne route importante menant aux champs de l'extrême-nord du bassin de Kyoto (ja), notamment au champ d'Ueno (上野), l'une des sept grands champs du nord du rakuchū (ja) (洛中), les limites de la ville impériale,. L'actuelle Ueno-dōri (上野通), et sa voisine à l'ouest Uenonishi-dōri (上野西通), que Funaokahigashi-dōri traverse, correspondent en fait à la route d'Ueno, et existaient depuis l'ère Meiji (1868-1912),.

## Histoire
Funaokahigashi-dōri est une voie très récente de Kyoto, dû au fait que le nord de la ville n'était pas encore développé durant l'ère Meiji (1868-1912), et était encore majoritairement agricole. Vers 1912, la portion entre Kitaōji et Imamiya, passant par le Daitoku-ji, avait été tracée. La section entre Kuramaguchi et Imamiya-dōri est effectivement ouverte en 1922, mais il n'y a pas encore d'habitations. La zone autour de la rue est peu à peu peuplée entre 1926 et 1935 et le nom semble avoir été attribué à ce moment-là. La section au nord de l'actuelle Imamiya-dōri ouvre avec la loi du Réaménagement du territoire (ja) de 1960, même si certains bouts de rues existaient déjà entre Imamiya et Kitayama,,. La planification résidentielle complète du nord des secteurs Shichiku (紫竹) et Murasakino (紫野) de Kyoto a lieu dans les années 1960 et 1970 et le plan quadrillé au nord d'Imamiya est rapidement rempli par de nouveaux quartiers résidentiels,.

## Patrimoine et lieux d'intérêt

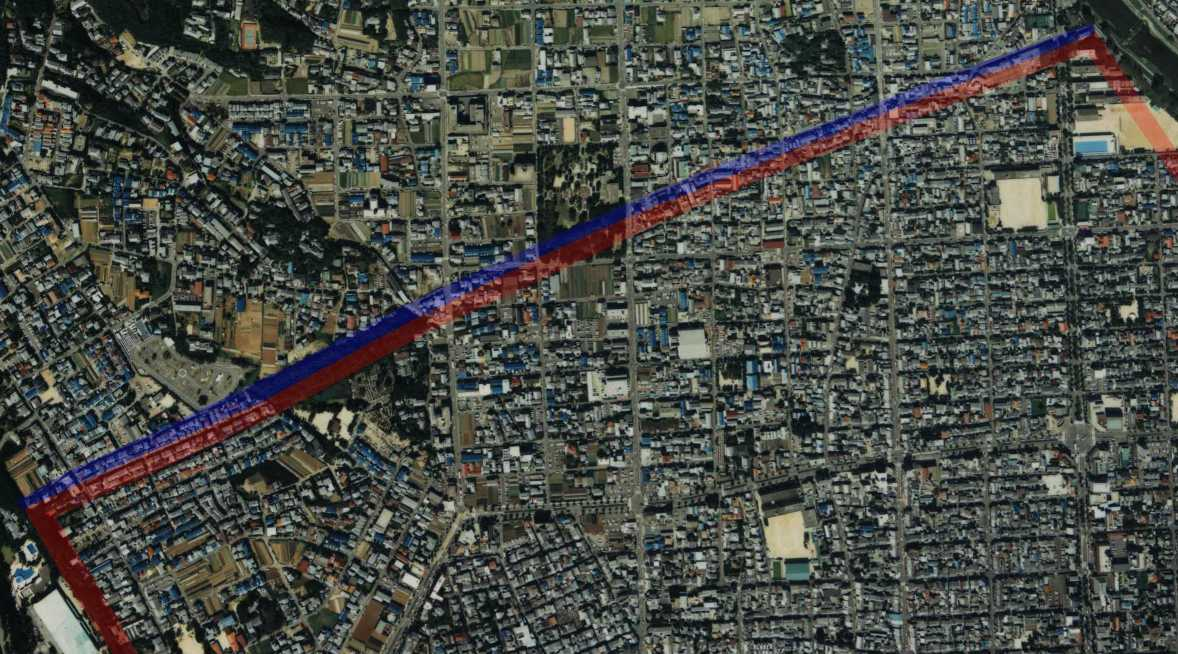
Limite nord de l'Odoi, avec le parc de circulation Ōmiya au centre en forme rectangulaire.

Au nord, entre Takedonokita et Gen'i, on trouve le parc de circulation Ōmiya (ja) (大宮交通公園), un parc de circulation (en), c'est-à-dire un parc où des aménagements reproduisent les éléments de la circulation routière. Aussi au niveau de ce parc, entre Takedono et Gen'ikita, se trouvait l'Odoi (ja) (御土居), les remparts de terre construits par Toyotomi Hideyoshi au XVIe siècle pour protéger la ville. La section de l'Odoi passant par Funaokahigashi-dōri était la limite nord de la muraille.
Entre Imamiya-dōri et Kitaōji-dōri, la rue passe dans l'enceinte du temple Daitoku-ji (大徳寺), l'un des plus grands complexes religieux bouddhistes de la ville.
Au sud, après Kitaōji, on trouve le mont Funaoka du côté ouest, ainsi que le populaire sanctuaire shinto Kenkun-jinja (建勲神社), étroitement lié à Oda Nobunaga. Aussi au sud, la rue traverse le secteur Murasakino (紫野), qui a gardé son cachet d'époque malgré les réaménagements municipaux. Plusieurs maisons de ville traditionnelles s'y trouvent.

Quelques lieux d'intérêts
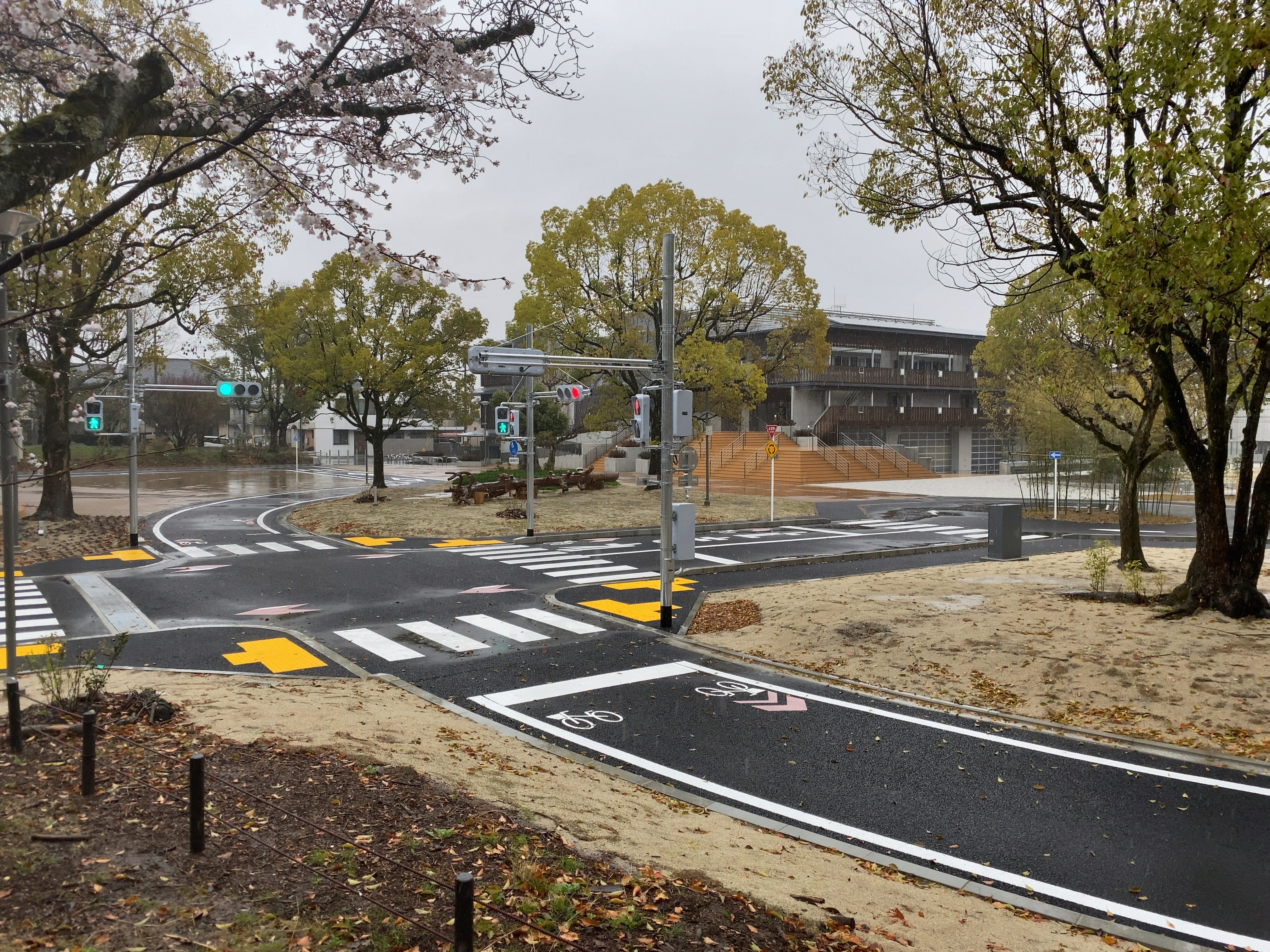
Parc de circulation Ōmiya
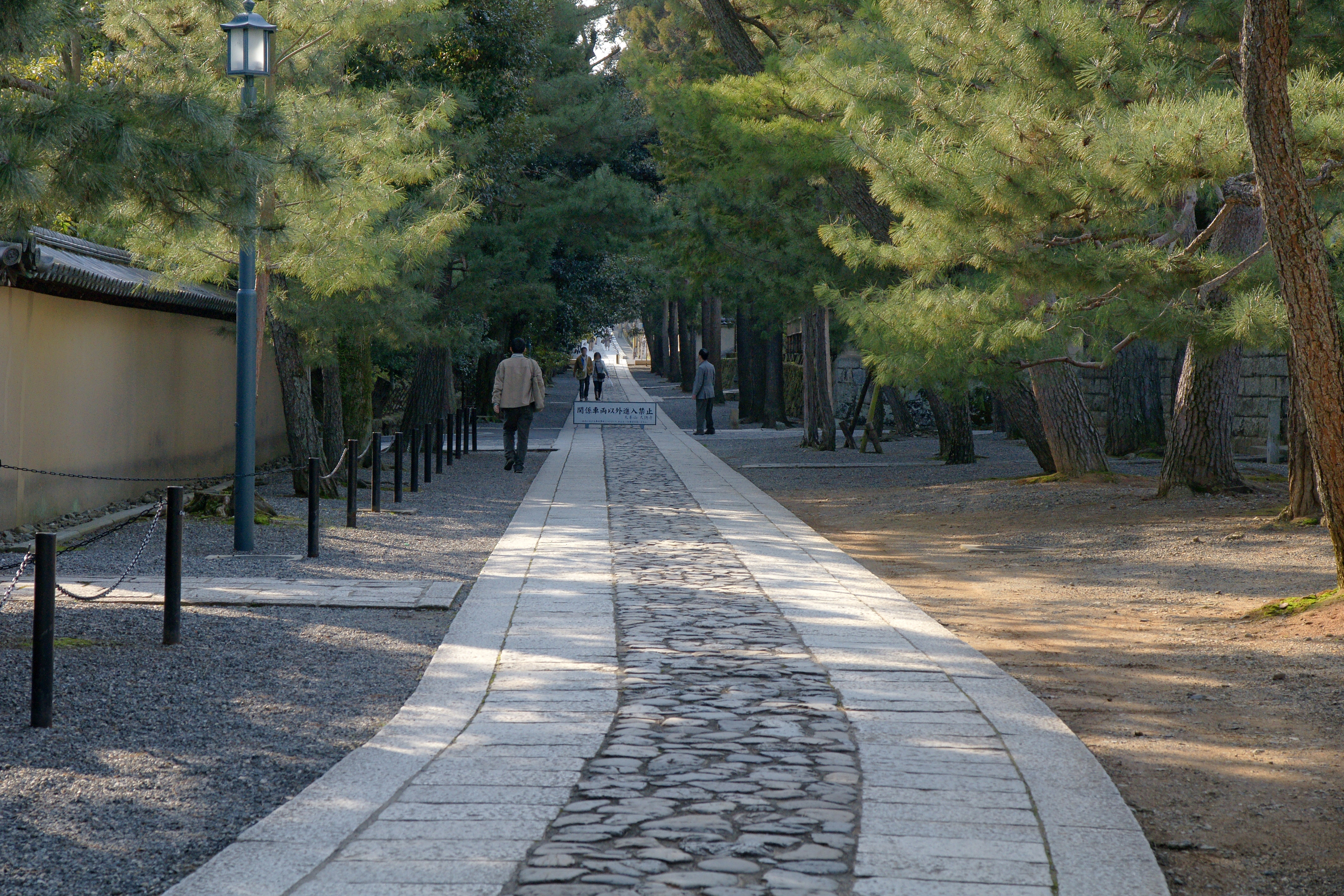
Chemin de temple à l'intérieur du complexe du Daitoku-ji
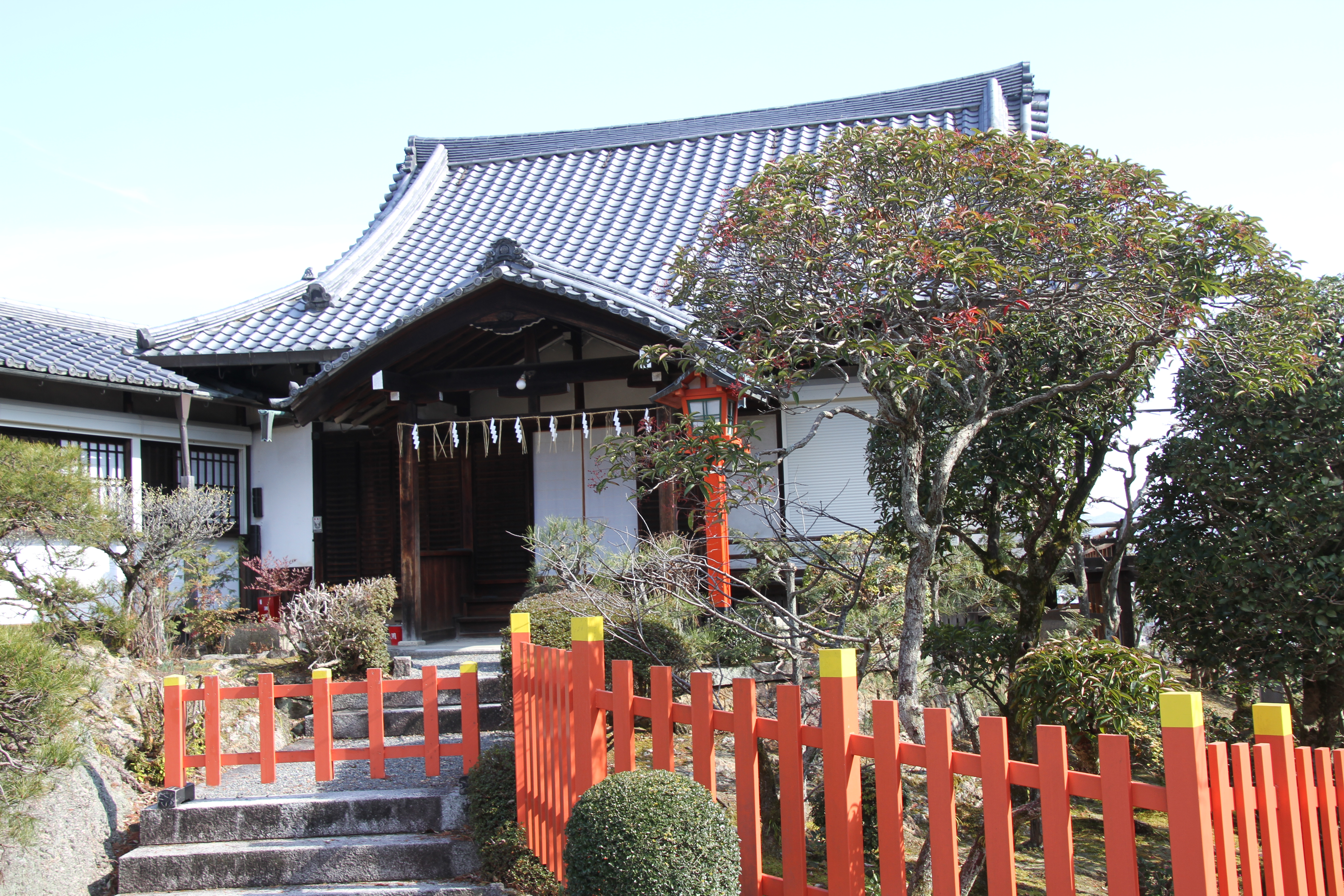
Kenkun-jinja
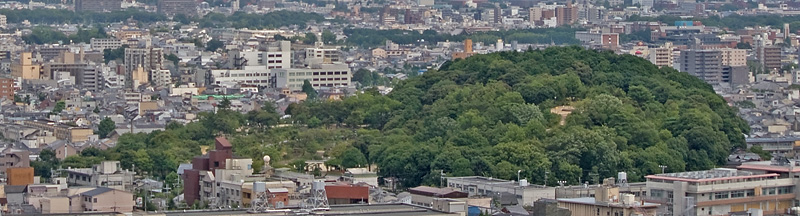
Le mont Funaoka